# Daouda Diakité (ur. 1983)
Daouda Diakité (ur. 30 marca 1983 w Wagadugu) – burkiński piłkarz grający na pozycji bramkarza.

## Kariera klubowa
Karierę piłkarską Diakité rozpoczął w klubie ze stolicy kraju Wagadugu o nazwie Étoile Filante Wagadugu. W 2002 roku zadebiutował w jego barwach w pierwszej lidze Burkina Faso. Od 2002 do 2005 roku był podstawowym bramkarzem zespołu. W 2003 roku zdobył z nim Puchar Burkiny Faso i Superpuchar Burkiny Faso.
W połowie 2005 roku Diakité przeszedł do egipskiego El Mokawloon SC. Od czasu przyjścia do klubu pełnił rolę pierwszego bramkarza.
W 2011 roku Diakité wyjechał do Belgii. W sezonie 2011/2012 grał w KV Turnhout, a latem 2012 przeszedł do Lierse SK. W sezonie 2013/2014 grał w CF Mounana. W 2014 trafił do Free State Stars FC. W 2016 przeszedł do AS Vita Club. W 2017 grał w AS Tanda, a w 2018 wrócił do Étoile Filante Wagadugu. Latem 2018 został zawodnikiem klubu Salitas FC. W sezonie 2018/2019 wywalczył z nim mistrzostwo Burkiny Faso, a w sezonie 2019/2020 - wicemistrzostwo. W 2020 zakończył w nim swoją karierę.

## Kariera reprezentacyjna
W 2003 roku Diakité wraz z reprezentacją Burkina Faso U-20 wziął udział w Mistrzostwach Świata U-20. W reprezentacji Burkiny Faso zadebiutował w 2003 roku. W 2010 roku został powołany do kadry na Puchar Narodów Afryki 2010. W 2012 roku był w kadrze Burkiny Faso na Puchar Narodów Afryki 2012, a w 2013 roku powołano go do kadry na Puchar Narodów Afryki 2012.